# Wim Schut
Willem Frederik (Wim) Schut (Amsterdam, 21 augustus 1920 – Nieuwerkerk aan den IJssel, 15 augustus 2006) was een Nederlandse stedenbouwkundige en politicus.

## Tijdens WOII
Schut werd tijdens de Tweede Wereldoorlog actief bij de in 1943 opgerichte spionagegroep Albrecht.

## Na WOII
De gereformeerde Schut kreeg als ARP-minister van Volkshuisvesting en Ruimtelijke Ordening in het kabinet-De Jong te maken met een felle oppositie. Hij zag een poging om een huurbelasting in te voeren stranden, maar wist wel de huren te liberaliseren. Hij voerde de individuele huursubsidie in. Wim Schut verdedigde in 1967 de Tweede nota ruimtelijke ordening en gaf de aanzet tot de Derde nota, die de gebundelde deconcentratie in groeikernen vormgaf. Zowel voor als na zijn ministerschap was hij als stedenbouwkundige nauw betrokken bij de ontwikkeling van Zoetermeer tot satellietstad. Hij besloot zijn loopbaan als waarnemend voorzitter van de Wetenschappelijke Raad voor het Regeringsbeleid (WRR) van augustus 1977 tot maart 1978.
Wim Schut was een kleinzoon van Daniel Schut (1854-1917), een actief Amsterdams gemeenteraadslid in de periode 1883-1917.
- Biografisch Portaal: 94097909
- International Standard Name Identifier: 0000 0000 3191 130X
- Library of Congress Control Number: n92071247
- Nederlandse Thesaurus van Auteursnamen: 07365213X
- Parlement.com: vg09llh5lxx1
- Virtual International Authority File: 68126254
- WorldCat: E39PBJyX3k8cpvFHJRtDgCwHmd